# Municipio de Ohio (condado de Monroe)
El municipio de Ohio (en inglés: Ohio Township) es un municipio ubicado en el condado de Monroe en el estado estadounidense de Ohio. En el año 2010 tenía una población de 1004 habitantes y una densidad poblacional de 16,57 personas por km².

## Geografía
El municipio de Ohio se encuentra ubicado en las coordenadas 39°41′30″N 80°52′54″O / 39.69167, -80.88167. Según la Oficina del Censo de los Estados Unidos, el municipio tiene una superficie total de 60.61 km², de la cual 59,85 km² corresponden a tierra firme y (1,25 %) 0,76 km² es agua.

## Demografía
Según el censo de 2010, había 1004 personas residiendo en el municipio de Ohio. La densidad de población era de 16,57 hab./km². De los 1004 habitantes, el municipio de Ohio estaba compuesto por el 98,61 % blancos, el 0,2 % eran afroamericanos, el 0,3 % eran amerindios y el 0,9 % eran de una mezcla de razas. Del total de la población el 0,4 % eran hispanos o latinos de cualquier raza.